# 普拉維察河
普拉維察河是俄羅斯的河流，位於沃羅涅日州、利佩茨克州和坦波夫州內，屬於馬特拉河的左支流，河道全長89公里，流域面積964平方公里。